# Pedra Bonita
Pedra Bonita là một đô thị thuộc bang Minas Gerais, Brasil. Đô thị này có diện tích 163,504 km², dân số năm 2007 là 6474 người, mật độ 41,2 người/km².